# Fintice
Fintice este o comună slovacă, aflată în districtul Prešov din regiunea Prešov. Localitatea se află la altitudinea de 271 m deasupra n.m., se întinde pe o suprafață de 11,24 km2 și în 2017 număra 2.036 de locuitori. Se învecinează cu comuna Veľký Šariš.

## Istoric
Localitatea Fintice este atestată documentar din 1272.

## Demografie
Slovacia